# IC 1865
IC 1865 ist eine Spiralgalaxie vom Hubble-Typ Sbc im Sternbild Walfisch südlich des Himmelsäquators. Sie ist schätzungsweise 358 Millionen Lichtjahre von der Milchstraße entfernt und hat einen Durchmesser von etwa 160.000 Lichtjahren.

Im selben Himmelsareal befinden sich u. a. die Galaxien IC 1863, IC 1867, IC 1868.
Das Objekt wurde am 21. Dezember 1903 von Stéphane Javelle entdeckt.